# Ненад Вујић
Ненад Вујић (26. октобар 1966) је српски политичар на функцији министра правде од 2025. Од 2010. до 2025. године обављао је дужност директора Правосудне академије.